# Požarnica (Tuzla)
Pour les articles homonymes, voir Požarnica.
Požarnica (en serbe cyrillique : Пожарница) est un village de Bosnie-Herzégovine. Il est situé sur le territoire de la ville de Tuzla, dans le canton de Tuzla et dans la fédération de Bosnie-et-Herzégovine. Selon les premiers résultats du recensement bosnien de 2013, il compte 192 habitants.

## Histoire
L'église de l'Ascension, une église orthodoxe serbe construite en 1896, est inscrite sur la liste des monuments nationaux de Bosnie-Herzégovine.

## Démographie

### Évolution historique de la population dans la localité
| 1948 | 1953 | 1961  | 1971  | 1981  | 1991  | 2013 |
| ---- | ---- | ----- | ----- | ----- | ----- | ---- |
| -    | -    | 1 170 | 1 241 | 1 272 | 1 262 | 192  |

|  |

### Communauté locale
En 1991, la communauté locale de Požarnica comptait 2 032 habitants, répartis de la manière suivante :